# Olu Oguibe

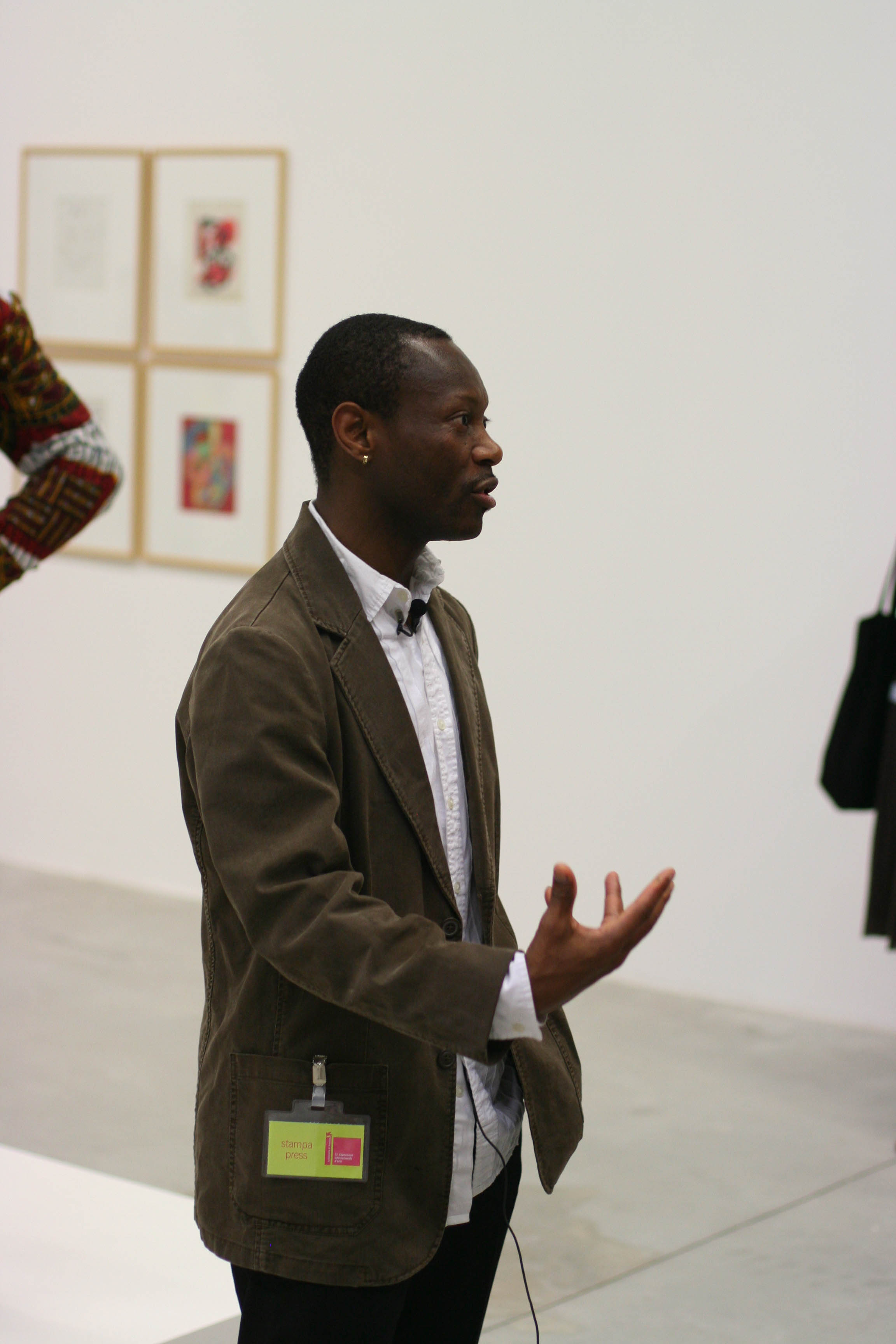
Olu Oguibe (2007)

Olu Oguibe, auch Olu Oluchukwu (* 14. Oktober 1964 in Aba, Nigeria), ist ein nigerianisch-amerikanischer Dichter, Kulturwissenschaftler, Kurator und Konzeptkünstler. Der Teilnehmer der documenta 14 wurde 2017 mit dem Arnold-Bode-Preis der Stadt Kassel ausgezeichnet.

## Leben
Oguibe verbrachte seine Kindheit in der nigerianischen Region Biafra, wo er Ende der 1960er Jahre den Bürgerkrieg miterlebte. Seine Familie wurde vertrieben und musste flüchten. Sein Vater ist Prediger und fertigt religiöse Holzskulpturen. Oguibe studierte Kunst an der University of Nigeria in Nsukka und beendete dieses Studium 1986 mit dem Bachelor. Seit 1987 verfasst er Artikel zur zeitgenössischen und modernen afrikanischen Kunst, schreibt Gedichte und ist Co-Herausgeber des renommierten Magazins Nka – Journal of Contemporary African Art. Anschließend studierte er an der School of Oriental and African Studies und promovierte 1992 an der University of London. Während seines Studiums engagierte er sich in der demokratischen Bewegung Nigerias. Nach einigen Künstlerresidenzen in den 1980er und 1990er Jahren, unter anderem in Deutschland, ging Oguibe kurz nach Abschluss seiner Dissertation 1992 ins amerikanische politische Exil.
Seit Mitte der 1980er Jahre unterrichtete er Kunst, Kunstgeschichte, Kunsttheorie und Literatur in Nigeria. Oguibe hatte seit 1995 Lehraufträge am Goldsmiths College in London, in Chicago, an der University of South Florida und in Connecticut bis 2015, bis er sich ganz der Konzeptkunst zuwandte. Er ist zudem Kurator für die London Tate Modern. 2007 kuratierte Oguibe mit Okwui Enwezor den Afrikanischen Pavillon bei der Biennale in Venedig.
Oguibe lebt und arbeitet in der Kleinstadt Rockville, Connecticut / USA.

### Auszeichnungen
- 1986: National Council for Arts & Culture Prize, Lagos
- 1989: Foreign & Commonwealth Office Award, London
- 2013: Governor’s Art Award, Hartford (Connecticut) (für sein Lebenswerk)[4]
- 2017: Arnold-Bode-Preis der Stadt Kassel

## Künstlerisches Werk

### Narratives Kunstverständnis
Oguibes konzeptuelle Werke sind von oft einschneidenden autobiografischen Erfahrungen inspiriert, die jedoch universal verstehbar sind. Er ist ein künstlerischer kultureller Provokateur, der Narrativen Kunst deren Leitmotiv die Conditio humana ist. Er beschäftigt sich mit dem Gewaltkreislauf, der durch nationalistische Dogmen angetrieben wird. Die Denkweise und die existenziellen Grundsätze der Igbo spielen in Oguibes Werk eine große Rolle und haben eine Einstellung zur Konzeptkunst. Ziel Olu Oguibes ist es den weltweit zerstreuten afrikanischen Künstlern eine Bühne zu geben. Er experimentiert mit verschiedenen Formen und Medien und will eine globale Formensprache entwickeln. Der Künstler interessiert sich für indigene Kunst, u. a. aus Mexiko, Lateinamerika und Nordamerika. Seine frühen Grafiken nehmen Bezug auf die zeichnerische Tradition der Nsukka School. Jedoch lassen sich seine Acryl-Gemälde und digitalen Zeichnungen und Installationen in den Diskurs der zeitgenössischer globalen Kunst einordnen. Ein Großteil seines Werks spielt mit Fragen zur eigenen Identität, deren Repräsentation, der Verfremdung sowie dem kulturellen Gedächtnis. Aktuelle Arbeiten zeigen aufgebahrte Figuren, gekennzeichnet durch die prekäre Natur ihrer letzten Momente als aktive soziale Objekte und das was sie sind-Leichen. Es sind desillusionierte Spiegelbilder eines endlosen Gewaltkreislaufes.
Olu Oguibe setzt sich mit dem Menschsein, Nation, Fernweh und ewige Verdammnis auseinander.

### Kartografisches Werk
Mit seinem Werkzyklus Ethnographia 2.0 von 1997 bis 1999 setzt er sich mit der Informationstechnologie auseinander. Für Olu Oguibe sind die Grenzen, die durch die Kartografie des Cyberspace gezogen werden, erst einmal die alten Grenzen von Klasse und Wohlstand. Sie umfassen die verarmten Gegenden der USA ebenso wie den Tschad. Der große Vorteil des Internet liegt für viele Anwender in der Zeit- und Kostenersparnis. Dazu kommt noch der Integrationseffekt. Das Web kann Wissenschaftler an abgelegenen Instituten aus ihrer Isolation befreien. Er sieht hierin die Hauptgründe für die Talentabwanderung aus den Entwicklungsländern.

## Künstlerische Projekte

### The Present is a Dangerous Place to Live
Die Arbeit The Present is a Dangerous Place to Live von 1987 zeigt auf einem ein Aquarell zwei Personen, die angestrengt vor einem großen leeren Raum diskutieren.

### Ashes
Bei der Busan Biennale 2004 in Südkorea bearbeitet er die Erfahrungen und kulturellen Veränderungen durch die Terroranschläge am 11. September 2001 in seiner Installation Ashes. Er schuf einen düsteren Raum, der auf der einen Seite durch eine Glasscheibe abgeschlossen und dessen Interieur drinnen mit dick aufgetragenem Rauch abgedeckt war.

### Buggy Memorial to the Unknown Child
Die Arbeit Buggy Memorial to the Unknown Child befasste sich mit den Flüchtlingserfahrungen in Nigeria. Olu Oguibe verarbeitete in dieser Arbeit von 2008 in Hartford seine persönlichen Gefühle während der Flucht in Nigeria. Er stellt seine Beobachtungen zum Tod und Verlust seines 4 Jahre alten Bruders während der Flucht an einer Masernerkrankung künstlerisch dar. Ein dunkler Kinderwagen steht auf einem Podest unter einer großformatigen Porträtnahaufnahme eines Kleinkindes, die wiederum von einem schweren Vorhang umrahmt ist. Konkret bezieht sich Oguibe damit auf seine eigene Kindheit während des Biafra-Krieges und auf seinen früh verstorbenen Bruder; gleichzeitig verknüpft er mit diesem subjektiven Erleben den Horizont des Betrachters, der Verlust, Menschsein und Erinnerung als universale Erfahrungen kennt.

### Biafra-Archiv für die documenta 14 in Athen
Für die documenta 14 in Athen hat Oguibe ein Archiv zur menschlichen Tragödie des Biafra-Kriegs, die er als Kind erleben musste, zusammengetragen.

### Das Fremdlinge und Flüchtlinge Monument

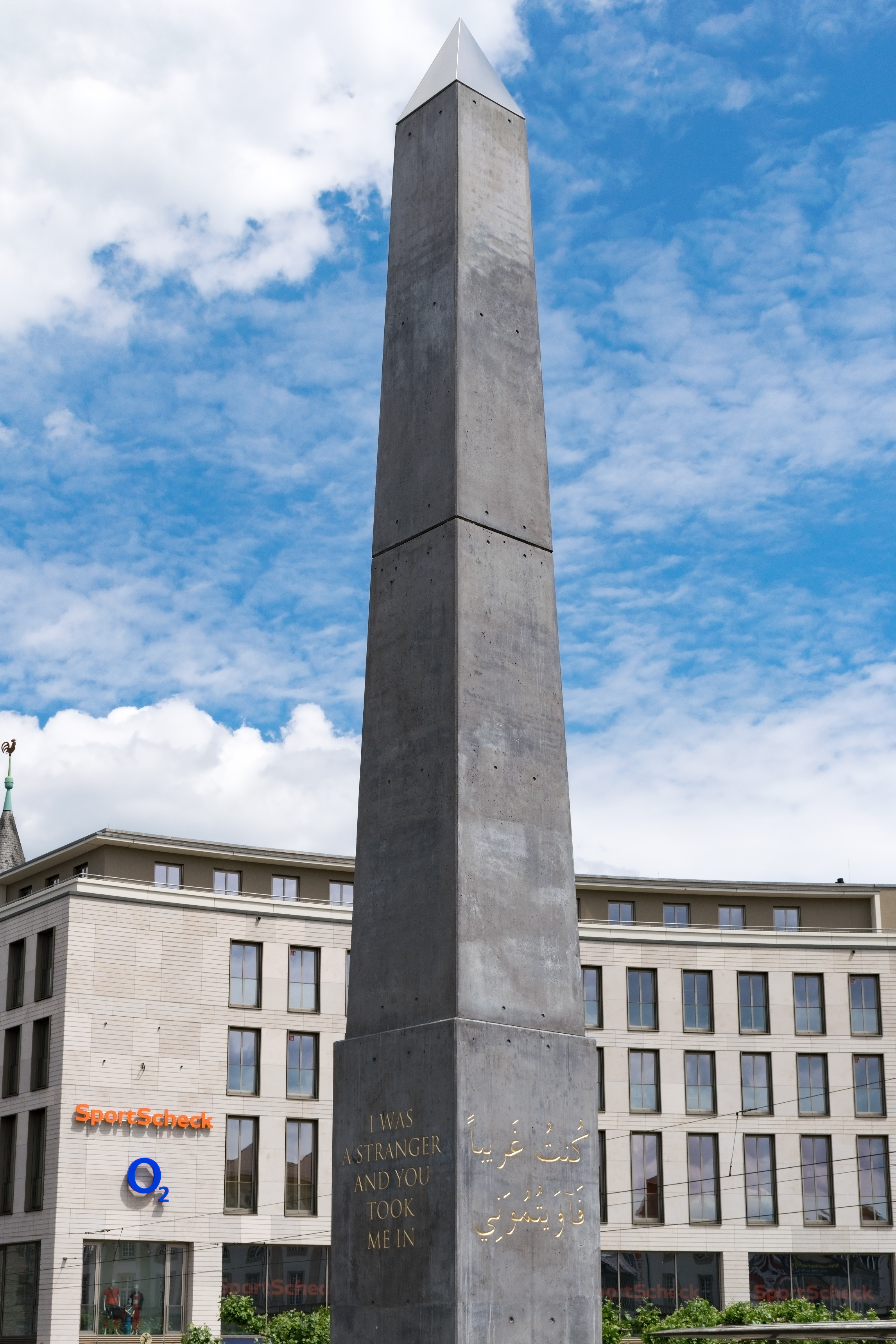
Der Obelisk auf dem Kasseler Königsplatz

2017 schuf er im Rahmen der documenta 14 für den Kasseler Königsplatz einen klassizistischen monumentalen Obelisken. Beschriftet ist der 16 Meter hohe Obelisk an jeder Seite mit dem Bibelzitat Ich war ein Fremdling, und ihr habt mich beherbergt jeweils auf Deutsch, Englisch, Arabisch und Türkisch. Dies sind die Sprachen, die in Kassel am meisten gesprochen werden. Das Kunstwerk soll an die weltweit 60 Millionen Flüchtlinge erinnern. Wegen eines Streits um den Standort baute die Stadt Kassel den Obelisken am 3. Oktober 2018 am Königsplatz ab und stellte ihn im April 2019 in der Treppenstraße auf.

## Schriftstellerisches und kunstkritisches Werk
Oguibes kunstkritisches und kunsttheoretisches Werk sind Schlüsselwerke. So schrieb er das Dictionary of Art, Art History and its Methods, Art in Theory 1900–2000, The Visual Culture Reader, The Third Text Reader on Art and Culture, The Black British Culture and Society Reader und Theory in Contemporary Art: Von 1985 bis zur Gegenwart. Er verfasste Beiträge für die Kunstzeitschriften Frieze, Flash Art International, Art Journal, Texte zur Kunst, Zum Thema und Third Text and Criterios. Seine neueren Bücher beinhalten Untersuchungen zur gegenwärtigen Kunst Afrikas. 2000 erschien African Art from Theory to the Marketplace bei MIT Press und 2014 The Culture Game verlegt durch die University of Minnesota Press.

## Auszug aus dem Gedicht Conversation
Olu Oguibe schreibt in seinem Gedicht Conversation:

„Der Spiegel gleicht einem
Fenster.
Er gewährt uns einen Blick
auf den Ort
Von dem wir kommen
Und an den wir nicht
zurückkönnen.
Wir alle sind Reisende
Auf diesem Weg ohne Ende
zum Umherstreifen verurteilt
Ohne Rast.“

## Einzelausstellungen
- Didi Museum, Lagos, 1988
- 1989 Syrian Club, Lagos, 1989
- Uli, Iwalewa-Haus, Bayreuth, 1989
- Format sein soziales Ich
- The present is a Dangerous Place to life, 1987
- Savannah Gallery, London, 1993/94
- Roslyn Oxley Gallery Sydney, 1994
- Busan Biennale's contemporary art exhibition, Busan, 2004
- University of Connecticut, Storrs, 2004
- Buggy Memorial to the Unknown Child. Hartford, 2008
- Close Your Eyes and Look as Far as You Can See, multimedia. Hartford Real Art Ways, 2008
- Yale University, Department of African American Studies, New Haven, 2013
- Real Art Ways, Hartford, 2014

## Gruppenausstellungen
- Art on the Street, University of Nigeria, Nsukka, 1988
- Art from Africa, Square Gallery, Contemporary, London: 1990
- Seven Stories about Modern Art in Africa, Whitechapel Art Gallery 1995, London
- Biennale Johannesburg, Johannesburg 1997
- Biennale Havanna, Havanna 2000
- Niigata Präfektur: Echigo-Tsumari Public Art Triennale 2000
- Apex Art Insertion, New York, 2000
- Continental Shift, Bonnefantenmuseum, Maastricht 2000
- Making the Territory Irish Museum of Modern Art, 2001
- Family, Aldrich Contemporary Art Museum, Ridgefield, 2002
- The African Exile Museum, Migros Museum für Gegenwartskunst, Zürich, 2003
- Internationale Biennale, Busan, 2004
- Triennale Luanda, Luanda, 2006
- Biennale di Venezia, Venedig, 2007
- The Art of Translation, Newark Museum, Newark 2013
- Ich war ein Fremdling, und ihr habt mich beherbergt, documenta 14, Kassel, 2017

## Publikationen
- A gathering fear, Bayreuth: Boomerang Press Aas, 1992
- A song from exile, Bayreuth: Boomerang Press Aas, 1990
- Uli: traditional wall painting and modern art in Nigeria catalogue by Obiora Udechukwu with a contribution by Olu Oguibe, 1990

## Kuratorische Tätigkeiten
- Biennale Venedig, Afrikanischer Pavillon 2007